# Смерть від вентилятора

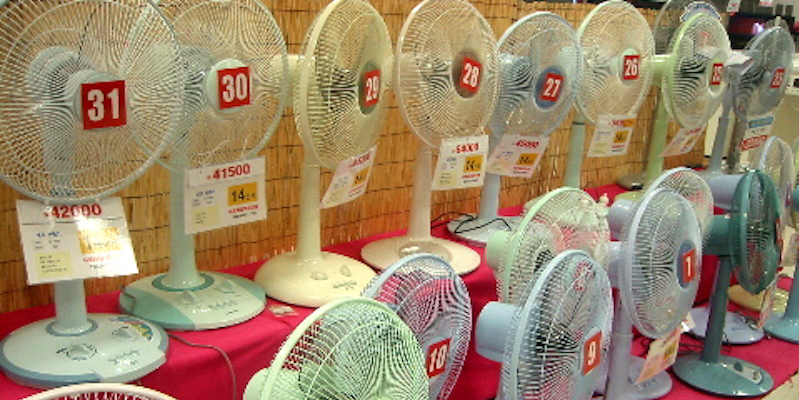
Магазин корейських вентиляторів із таймерами.

Смерть від вентилятора — поширене в Південній Кореї повір'я, згідно з яким залишений на ніч увімкнений вентилятор може призвести до летальних наслідків.
Сама легенда має деякі раціональні причини, оскільки в Кореї вологий континентальний клімат, тобто спекотна та водночас волога погода, отже людина зі слабким здоров'ям може вмерти від однієї лиш спеки. «Провина» самого вентилятора в тому, що він поширює суб'єктивно комфортний діапазон температури, а при зачинених вікнах вологість в кімнаті може мати і зовсім пагубний вплив на організм людини.

## Конспірологія
Мають місце також і наступні варіанти:
1. Все це було вигадано Корейським урядом задля економії електроенергії;
2. Вигадка є результатом просування на ринок електропобутової техніки кондиціонерів[1].

## Думки щодо причин
Інколи зустрічаються спроби раціонального тлумачення повір'я:
1. Увімкнутий вентилятор може призвести до гіпотермії[2];
2. Вентилятор може викликати затяжну асфіксію через переміщення кисню по кімнаті чи надлишку вуглекислого газу[3].

## Застереження
Виготовлені в Південній Кореї вентилятори мають влаштовані таймери для вимкнення пристроїв в зазначений час, що, безумовно, може врятувати життя.